# Reformowani baptyści
Reformowani baptyści – chrześcijańskie wyznanie protestanckie wyznające zarazem baptyzm i kalwinizm. Podstawową księgę symboliczną wyznania stanowi Londyńskie wyznanie wiary z 1644 lub 1689 r. Historycznie reformowani baptyści wywodzą się od angielskich baptystów partykularnych. Reformowani baptyści tworzą zazwyczaj własne wspólnoty wyznaniowe, ale niekiedy wchodzą też w skład szerszych kościołów baptystycznych. Większość reformowanych baptystów mieszka w Stanach Zjednoczonych.

## Doktryna
Kościoły reformowano-baptystyczne odwołują się najczęściej do Konfesji II londyńskiej z 1689 r., choć uznawane są także wcześniejsze londyńskie wyznania wiary, w tym z 1644 r., wraz z rewizjami z lat 1646 i 1651. Choć podobnie jak inni wyznawcy baptyzmu, reformowani baptyści nie dopatrują się w konfesjach i katechizmach nieomylnego, czy nawet autorytatywnego źródła wiary, to jednak podobnie do wyznań ewangelickich czy prezbiteriańskich uznają potrzebę istnienia ksiąg symbolicznych, które wymagają od zborów pełnego nauczania ortodoksyjnej wiary chrześcijańskiej. Dlatego też, obok konfesji reformacyjnych, przyjmują trzy wyznania wiary starożytnego Kościoła: skład apostolski, wyznanie nicejsko-konstantynopolitańskie oraz symbol atanazjański. Uznają ważność katechizmów: Katechizmu Ortodoksji z 1680 r. oraz Katechizmu Londyńskiego z 1689 r.
Reformowani baptyści podzielają podstawowe zasady wiary wyznawane przez kalwinistów i baptystów, odwołując się przede wszystkim do pięciu zasad protestantyzmu: sola scriptura, solus Christus, sola gratia, sola fide oraz soli Deo gloria oraz do kalwińskiej zasady ecclesia reformata et semper reformanda. Wraz z innymi kalwinistami podzielają wiarę we wszystkie pięć doktryn łaski: całkowitą deprawację, bezwarunkowe wybranie, ograniczone pojednanie, nieodpartą łaskę oraz wytrwanie świętych, które podsumowują naukę o predestynacji z reformowanego punktu widzenia. W odróżnieniu od większości ewangelicznych chrześcijan dokonują wyraźnego rozróżnienia między prawem moralnym rozumianym jako obowiązujący chrześcijan dekalog, a prawem ceremonialnym, które chrześcijan nie obowiązuje. Respektują bezwzględnie kalwińską zasadę regulatywną nabożeństwa, zgodnie z którą:

Jedyny sposób oddawania czci prawdziwemu Bogu został wyznaczony przez Niego samego. W konsekwencji nie można oddawać Mu czci w sposób wymyślony przez ludzi albo pochodzący od szatana. Widzialne symbole Boga i wszelkie inne formy oddawania Mu czci, o których nie mówi Pismo Święte, są surowo zabronione.

Oznacza to, iż należy odrzucić wszelkie formy nabożeństwa, które nie są wyraźnie nakazane w Biblii, nawet jeśli nie stoją one z nią w sprzeczności. W konsekwencji nabożeństwa reformowanych baptystów mają przemyślaną, zaplanowaną, surową formę, bardzo różniącą się od spontanicznych nabożeństw niektórych kościołów ewangelikalnych, szczególnie zaś tych o charakterze zielonoświątkowym. Nabożeństwo reformowano-baptystyczne przypomina formą nabożeństwo purytańskie. Jedynym wyjątkiem jest tu stosowanie przez reformowanych baptystów akompaniamentu organów lub fortepianu do śpiewania pieśni kościelnych. Podczas śpiewu zbór zajmuje pozycje siedzące, podobnie, jak w trakcie całego nabożeństwa, z wyjątkiem czasu modlitwy, podczas którego zbór powstaje. Nie stosuje się praktyki klękania.
Reformowani baptyści w większości przypadków zrezygnowali z systemu teologicznego charakterystycznego dla większości baptystów tzw. teologii zastąpienia, na rzecz kalwińskiej teologii przymierza. Z drugiej jednak strony, ich pogląd na chrzest ma typowo baptystyczny charakter – udzielany jest wyłącznie osobom w wieku świadomym, które przeżyły nawrócenie i następuje w odpowiedzi na ich osobiste wyznanie wiary (chrzest wiary). Zdaniem niektórych prezbiterian jest to nie do pogodzenia z kalwińską teologią przymierza do której odwołują się reformowani baptyści, a której klasyczne rozumienie chrztu w kategoriach zawarcia przymierza, logicznie łączy go ze starotestamentową praktyką obrzezania, która dotyczyła dzieci. Chrzest wiary w kościołach reformowano-baptystycznych objęty jest tymi samymi rygorami, które obowiązywały purytan chcących w wieku dojrzałym stać się pełnoprawnymi członkami zboru. Wymaga się od katechumenów złożenia świadectwa przez zborem i rozmowy ze starszym, który ma ocenić prawdziwość „przemiany życia” kandydata.
W przeciwieństwie do ewangelików reformowanych i prezbiterian, zaś podobnie do kalwinistów–kongregacjonalistów oraz baptystów, organizacja kościołów reformowano-baptystycznych opiera się na modelu kongregacjonalnym, którego podstawą jest autonomia równouprawnionych zborów oraz ustrój demokratyczny. Mimo tego, reformowani baptyści zachowują w dużej części prezbiteriańską terminologię organizacyjną, nadając jej nieco odmienne znaczenie przystające do obowiązującego ich ustroju kongregacjonalnego. Np. terminem prezbiterium określa się radę starszych, zrzeszającą wszystkich starszych danego zboru. Reformowani baptyści uznają baptystyczną zasadę dwóch urzędów zborowych, tj. starszego i diakona, przy czym przyjmowana jest także kalwińska zasada mnogości starszych, którzy mają być zrzeszeni w radzie. Pastor nie jest oddzielnym urzędem – jest jednym ze starszych.
Reformowani baptyści są na ogół cesacjonistami uznając, że cudowne dary Ducha Świętego były obecne jedynie w epoce apostolskiej, po czym przeminęły i obecnie nie występują. Dotyczy to zarówno daru apostolstwa, proroctwa, jak i powszechnego wśród charyzmatyków mówienia językami. Są jednak niewielkie wspólnoty kalwinistycznych baptystów w Stanach Zjednoczonych, które otwierają się na doświadczenia charyzmatyczne, zrywając z tradycyjnym stanowiskiem reformowanych baptystów.
Zgodnie z Konfesją londyńską, reformowani baptyści wierzą w ważność zachowywania szabatu przez chrześcijan, uważając, że obecnie przypada on na niedzielę jako dzień upamiętniający zmartwychwstanie Chrystusa. Niedziela określana jest terminami szabat chrześcijański oraz dzień Pański i uznawana jest przez reformowanych baptystów jako jedyny dzień święty chrześcijaństwa, w którym należy powstrzymać się od pracy i rozważania spraw codziennych, zaś poświęcić czas na nabożeństwo niedzielne, przez tradycjonalistów nazywane spotkaniem szabatnim. W kręgach reformowanych baptystów zauważalne są kontrowersje w tym względzie, dotyczące kwestii, czy rekreacja jest w tym dniu dozwolona. Opinie są jednak podzielone i kościoły nie wymagają od swoich członków jednakowego stanowiska w tej sprawie.

## Terminologia i jej zakres
Baptyści, którzy akceptują pięć punktów kalwinizmu, ale niekoniecznie odwołują się, bądź wręcz odrzucają pozostałe konstytutywne elementy teologii reformowanej przyjmowane przez reformowanych baptystów, jak teologia przymierza, reformacyjne księgi symboliczne, aktualność dekalogu jako prawa moralnego, czy zasadę regulatywną nabożeństwa, określani są raczej jako baptyści suwerennej łaski. W przeciwieństwie do reformowanych baptystów nie mają oni poza reformowaną soteriologią większego związku teologicznego z kalwinizmem.

## Znani reformowani baptyści

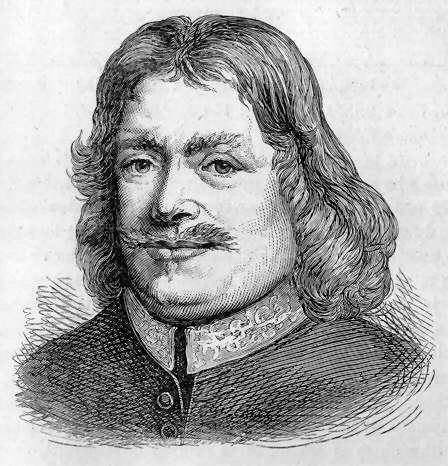
John Bunyan
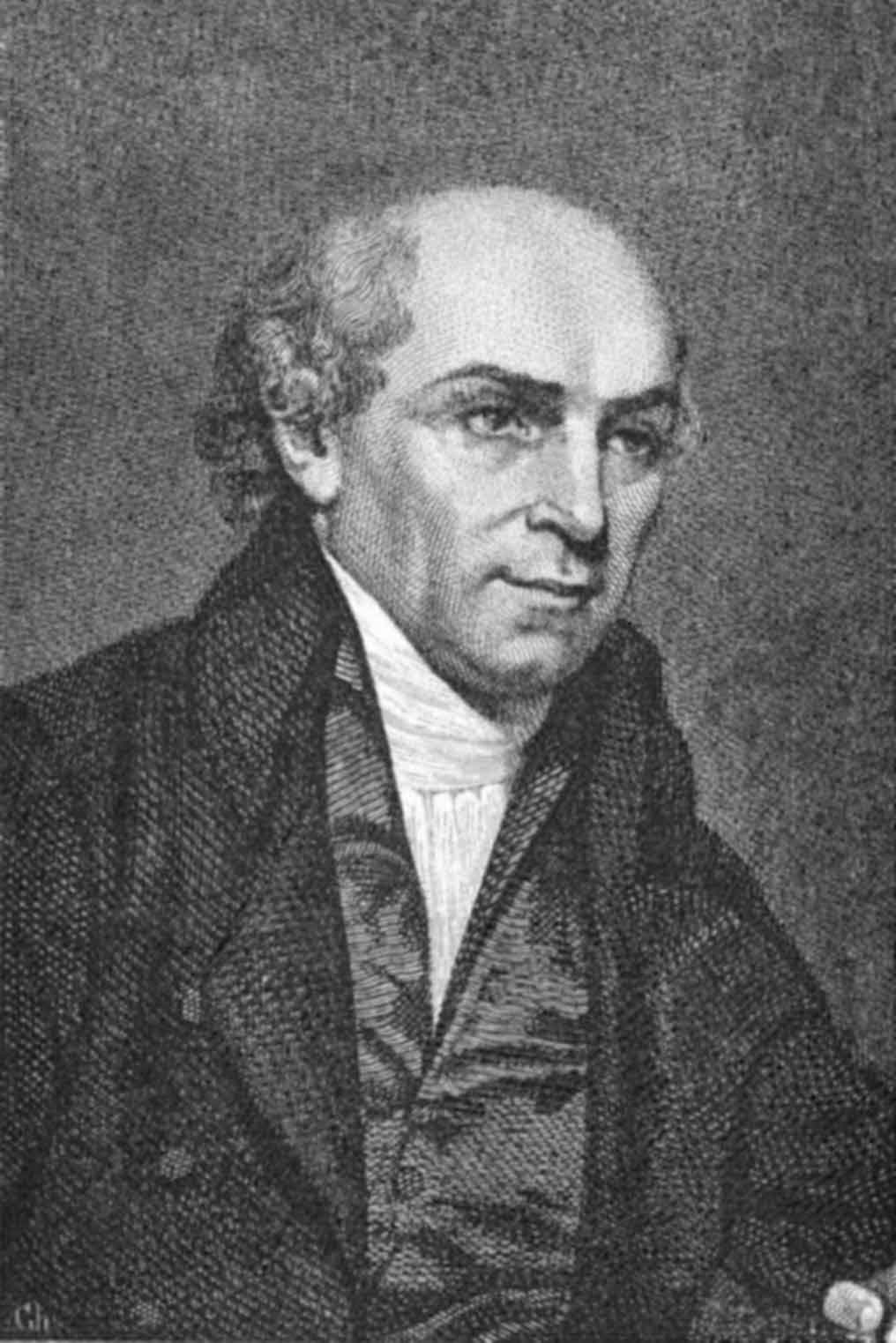
William Carey
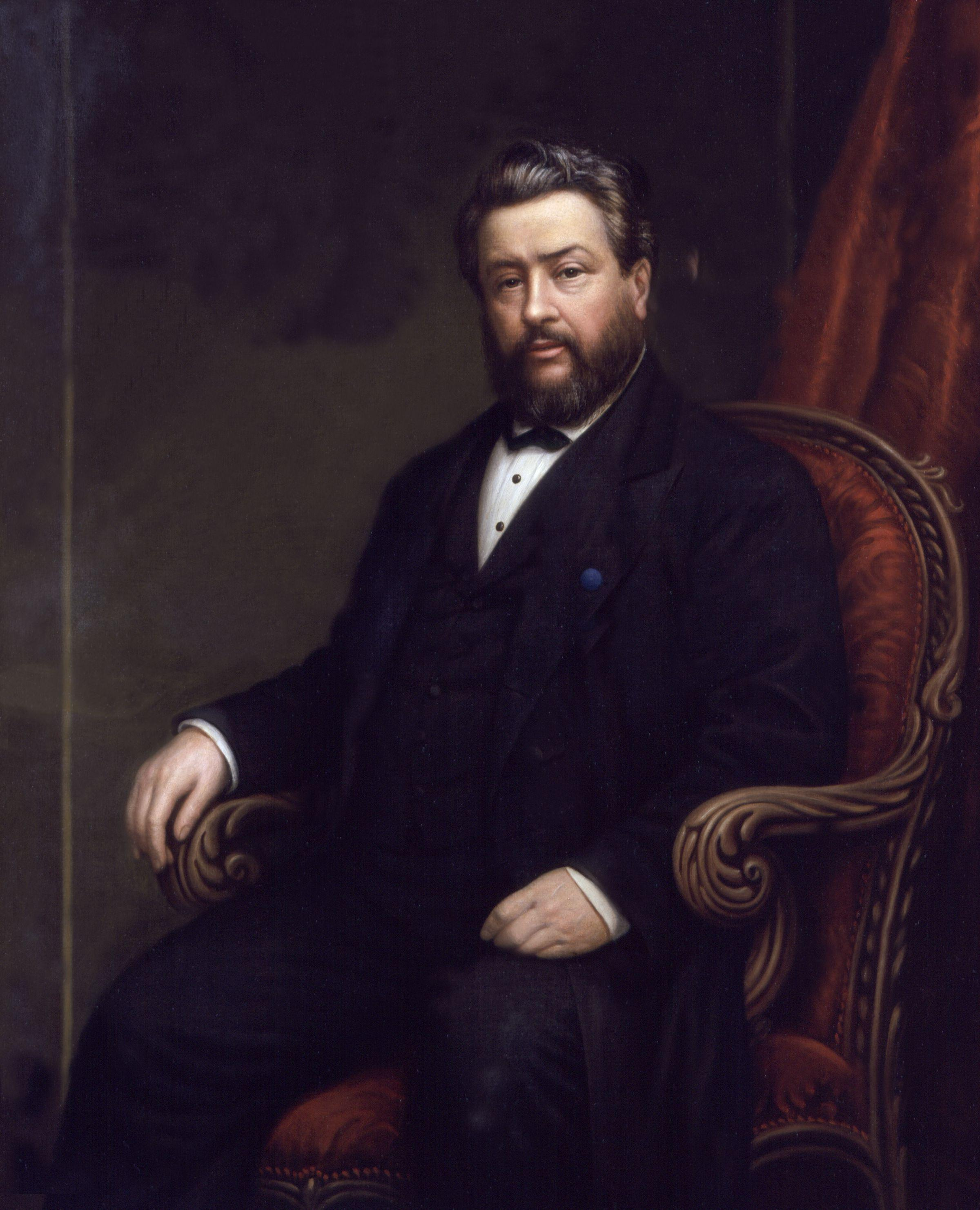
Charles Spurgeon

- Isaac Backus (1724–1806) – kaznodzieja, amerykański rewolucjonista, delegat na I Kongres Kontynentalny.
- Alistair Begg (ur. 1952) – starszy pastor, ewangelista radiowy.
- James Petigru Boyce (1827–1888) – pastor południowych baptystów, profesor teologii, autor i pierwszy rektor Seminarium Teologicznego Południowych Baptystów.
- John Bunyan (1628–1688) – pisarz i kaznodzieja, purytanin, autor Wędrówki pielgrzyma.
- William Carey (1761–1834) – misjonarz znany jako „ojciec nowożytnych misji”, współzałożyciel Baptystycznego Towarzystwa Misyjnego.
- Mark Dever (ur. 1960) – starszy pastor, dyrektor służby chrześcijańskiej „9Marks Ministries”.
- John Gill (1697–1771) – teolog, biblista i hebraista.
- John Gano (1727–1804) – kapelan baptystyczny, który podczas rewolucji amerykańskiej udzielił chrztu przez zanurzenie George’owi Washingtonowi, pierwszemu prezydentowi Stanów Zjednoczonych.
- Benjamin Keach (1640–1704) – kaznodzieja, wprowadził śpiewniki po okresie stosowania przez baptystów wyłącznie psałterza, autor pierwszego baptystycznego śpiewnika.
- William Kiffin (1616–1701) – kaznodzieja
- R. Albert Mohler Jr. (ur. 1959) – dziewiąty rektor Seminarium Teologicznego Południowych Baptystów.
- Robert Overton (1609–1678) – generał, osobisty przyjaciel Olivera Cromwella.
- Arthur Pink (1886–1952) – ewangelizator, teolog, znany z poglądów purytańskich.
- John Piper (ur. 1947) – kaznodzieja, pisarz, teolog, autor bestsellerów, określa się jako „chrześcijański hedonista”.
- Charles Spurgeon (1834–1892) – określany jako „książę kaznodziejów”, jego kazania przetłumaczono na wiele języków świata, teolog, autor pieśni religijnych, pastor pierwszego w historii protestantyzmu megakościoła, zagorzały przeciwnik teorii ewolucji i teorii źródeł.
- James White (ur. 1962) – apologeta chrześcijański, dyrektor służby apologetycznej „Alpha and Omega Ministries”.